# Lemongrass
Lemongrass ist ein Musikprojekt von Roland Voss. Unter diesem Namen produziert und veröffentlicht er seit 1996 Musikstücke zwischen Lounge, Ambient, Downbeat, Trip-Hop, Nu-Jazz und Drum and Bass.

## Geschichte
1997 wurde auf der Kompilation Submerged bei dem Nürnberger Label Incoming! der erste Titel von Lemongrass veröffentlicht: Summertime war eine Drum-and-Bass-Coverversion mit Gesang. 1998 folgte mit Drumatic Universe der erste Longplayer von Lemongrass, der große Beachtung und gute Kritik erhielt. Im Frühjahr 1999 wechselte Lemongrass zu dem Mannheimer Label Mole Listening Pearls und veröffentlichte dort das Album Lumière Obscure. Das nachfolgende Album Voyage au centre de la terre, das im Jahr 2000 erschien, stellte eine Weiterentwicklung des Musikstils von Lemongrass dar. Im Februar 2001 brachte Roland Voss mit Windows die nächste Produktion von Lemongrass heraus. 2002 wurde mit Solar Incense ein Album ausschließlich für den japanischen Markt produziert. Der Longplayer Skydiver erschien 2003 in Europa und Japan. Im Gegensatz zu den bisherigen Produktionen zeichnet sich Skydiver durch langsame HipHop-Beats aus.
Im Oktober 2004 folgte mit Fleur Solaire das sechste Album von Lemongrass. Auch hier gab es wieder eine Version für den japanischen Markt. Fleur Solaire enthielt neben den bekannten Drum and Bass, Trip-Hop, Downbeat und Loungesound auch einige House-Elemente. 2005 erschien die erste Kompilation von Lemongrass: Das Doppel-Album Time Tunnel stellt eine Retrospektive des bisherigen Schaffens dar und liefert auf beiden CDs jeweils eine chronologische Reihenfolge mit "Backward" von 2003 zurück in das Jahr 1998 und "Forward" von 1997 wieder in das Jahr 2003. Auf dem Album vertreten sind Remixe, alternative Versionen, aber auch unbekannte und bisher unveröffentlichte Stücke.
2005 gründeten Roland Voss und sein Bruder Daniel das Label Lemongrassmusic, um ihre Musikprojekte selbst produzieren und vermarkten zu können. Im selben Jahr brachte Roland Voss mit Lemongrass das Album Ikebana heraus. Es folgten 2007 Filmothèque und speziell für den japanischen Markt Rendez-vous. 2008 erschienen Pour L´amour und die Kompilation Beach Affairs, die eine weitere ausführliche Werkschau von Lemongrass mit den Highlights aus den späteren Alben bietet. 2009 und 2010 veröffentlichte Lemongrass die Alben Hypnosis und The 5th Dimension. Daneben produzierte Roland Voss auch die Remix-Alben The Remix Sessions und Jockey Club Ibiza - Sessions 7. 2011 erschien das Album Sirius. 2012 produzierte Lemongrass mit Papillon und Gloriette zwei Alben in einem Jahr. 2013 folgte das Album  A Dream Within A Dream.
Das Doppelalbum Golden Sun aus dem Jahr 2022 markiert das 25. Jubiläum des Projektes Lemongrass und ist nach vielen rein digitalen Veröffentlichungen auch auf CD erschienen.
Das Anfang 2023 erschienene Album Dreams Of Maya ist der bereits 32. Album Release von Lemongrass und ist der Advaita Vedanta gewidmet.

## Diskografie

### Studioalben
- 1998: Drumatic Universe (Incoming!)
- 1999: Lumière obscure (Mole Listening Pearls)
- 2000: Voyage au centre de la terre (Mole Listening Pearls)
- 2001: Windows (Mole Listening Pearls)
- 2002: Solar Incense (Receptortune)
- 2003: Skydiver (Mole Listening Pearls/Receptortune)
- 2004: Fleur Solaire (Mole Listening Pearls/Receptortune)
- 2005: Ikebana (Lemongrassmusic)
- 2007: Filmothèque (Lemongrassmusic)
- 2007: Rendez-vous (Receptortune)
- 2008: Pour L´amour (Lemongrassmusic)
- 2009: Hypnosis (Lemongrassmusic)
- 2010: The 5th Dimension (Lemongrassmusic)
- 2011: Sirius (Lemongrassmusic)
- 2012: Papillon (Lemongrassmusic)
- 2013: A Dream Within A Dream (Lemongrassmusic)
- 2014: Mémoires (Lemongrassmusic)
- 2015: Meditation (Lemongrassmusic)
- 2016: Beauty (Lemongrassmusic)
- 2017: Orion (Lemongrassmusic)
- 2018: Unite (Lemongrassmusic)
- 2019: Earth (Lemongrassmusic)
- 2019: Imagine (Lemongrassmusic)
- 2020: Temptations (Lemongrassmusic)
- 2020: Soulful (Lemongrassmusic)
- 2021: Balance (Lemongrassmusic)
- 2021: Orange (Lemongrassmusic)
- 2021: Jazzy Moods (Lemongrassmusic)
- 2021: Touch (Lemongrassmusic)
- 2021: Smile (Lemongrassmusic)
- 2022: Flow (Lemongrassmusic)
- 2022: Trust In Love (Lemongrassmusic)
- 2022: Chance (Lemongrassmusic)
- 2023: Dreams Of Maya (Lemongrassmusic)

### EPs
- 1999: Comme toujours (Mole Listening Pearls)
- 2007: Ambient Land (Lemongrassmusic)
- 2008: Habla mi corazón (Lemongrassmusic)
- 2010: Ambient Land 2 (Lemongrassmusic)
- 2011: Sans Souci (Lemongrassmusic)
- 2012: Gloriette (Lemongrassmusic)
- 2013: Ambient Land 3 (Lemongrassmusic)
- 2016: Time Machine  (Lemongrassmusic)
- 2016: Ambient Land 4 (Lemongrassmusic)
- 2018: Grapes - feat. Jane Maximova (Lemongrassmusic)
- 2018: Ambient Land 5 (Lemongrassmusic)
- 2019: Seven - feat. Jane Maximova (Lemongrassmusic)
- 2019: Space Odyssey (Lemongrassmusic)
- 2020: Ambient Land 6 (Lemongrassmusic)
- 2020: Ambient Land 7 (Lemongrassmusic)
- 2022: Ambient Land 8 (Lemongrassmusic)

### Kompilationen
- 2005: Time Tunnel (Mole Listening Pearls)
- 2006: Spa Sessions: Lounging (Water Music Records)
- 2008: Beach Affairs (Mole Listening Pearls)
- 2017: Blue River - The 2nd Decade (Lemongrassmusic)
- 2022: Golden Sun (Lemongrassmusic)

### Remixe
- 2010: The Remix Sessions (Lemongrassmusic)
- 2010: Jockey Club Ibiza - Sessions 7 (Royal Plastic)
- 2014: Deep River (Remixed) (Lemongrassmusic)
- 2015: Heartbreaker Remixed (Lemongrassmusic)
- 2017: The Remix Sessions Vol. 2 (Lemongrassmusic)

## Support
Lemongrass wird von verschiedenen Sängerinnen unterstützt:
- Skadi (Kiel) auf Skydiver, Fleur Solaire und Pour L´amour
- Mayu Kawata (Tokio) auf Ikebana und Pour L´amour
- Sonia Manalili (New York) auf Pour L´amour
- Karen Gibson Roc (New York) auf The 5th Dimension
- Suzy Duffy (Schottland) auf The 5th Dimension
- Jane Maximova (Russland) auf Papillon, Gloriette (EP), A Dream Within A Dream, Beauty, Grapes (EP) und Unite.
- und andere